# Bergarbeiterhäuser in Oberschlesien

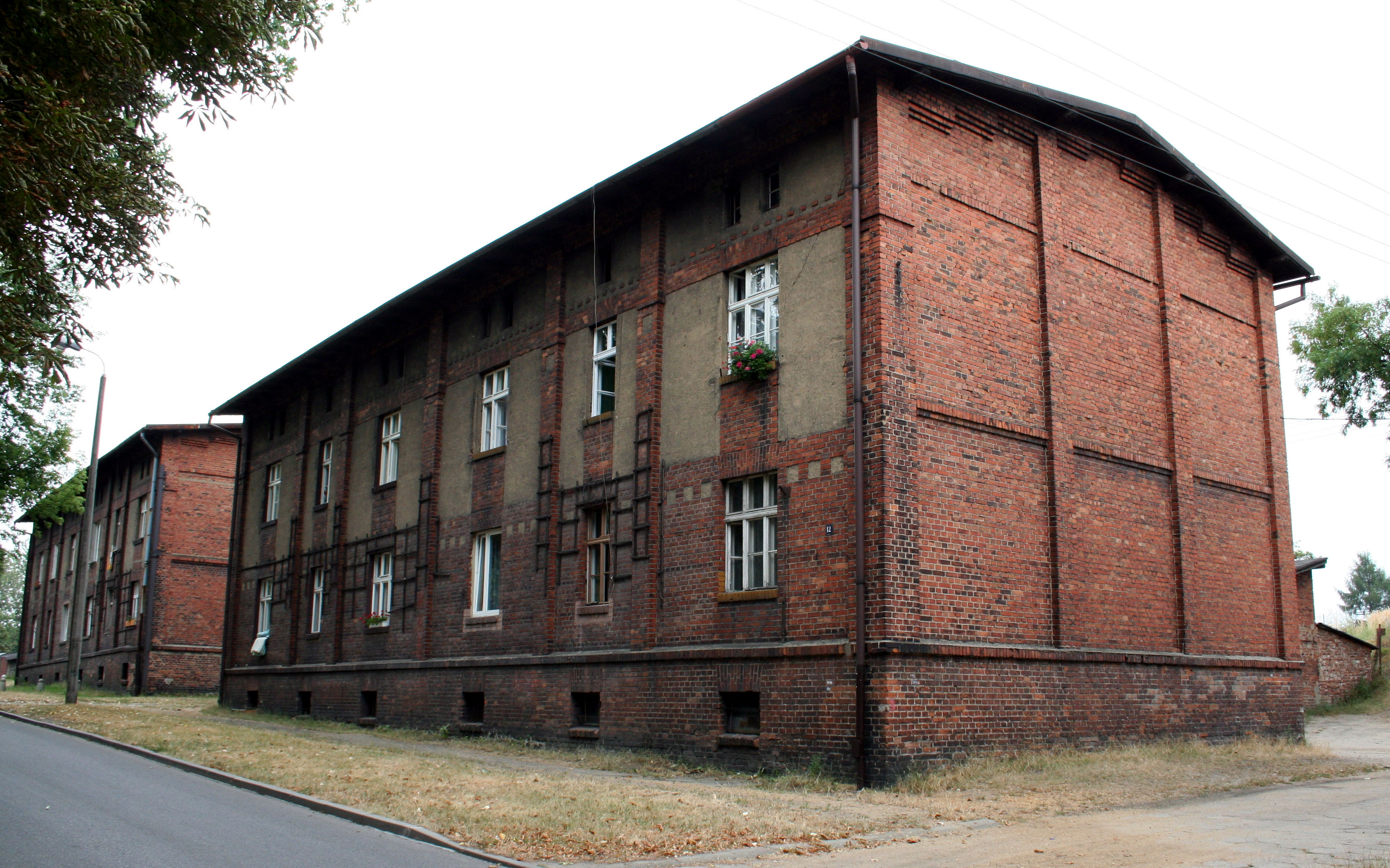
Bergarbeiterhaus mit Putzelementen

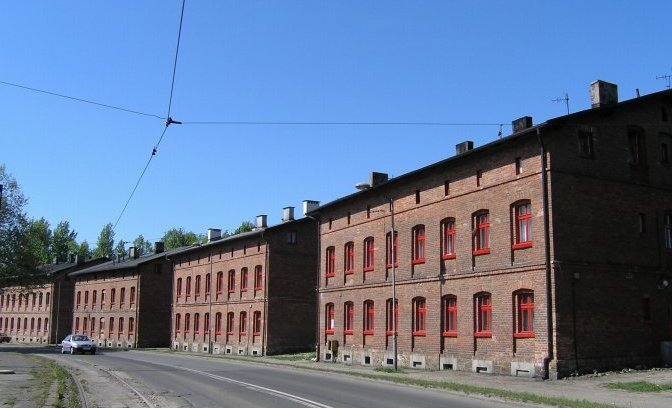
Bergarbeitersiedlung in Ruda

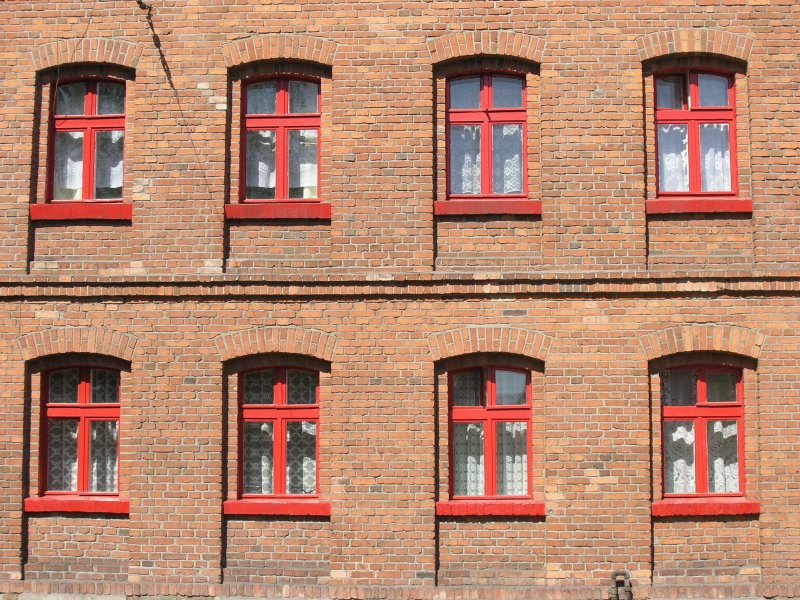
Ein oberschlesisches Bergarbeiterhaus mit auffälligen roten Fenstern

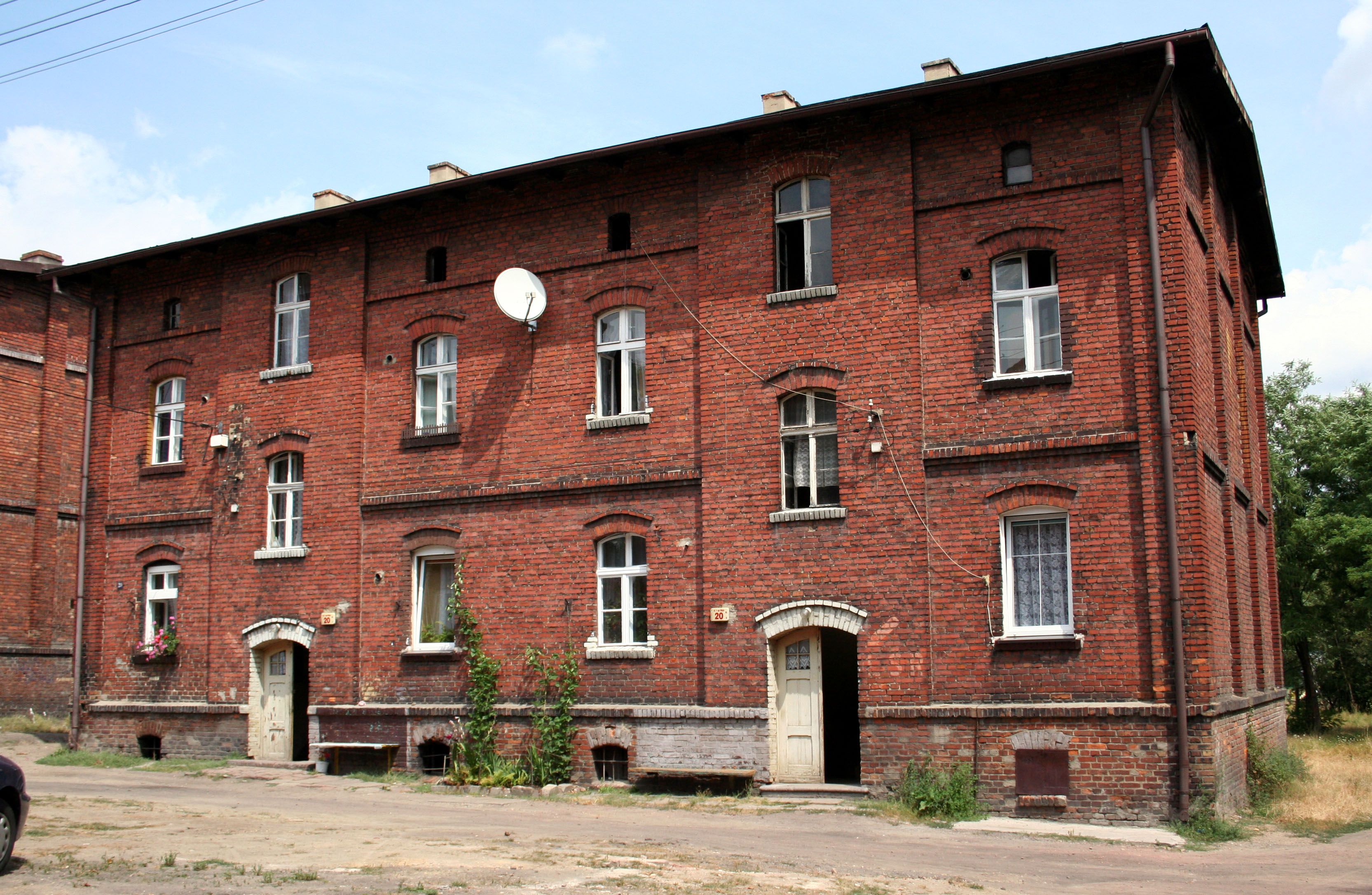
Typisches Bergarbeiterhaus mit Ziegelfassade

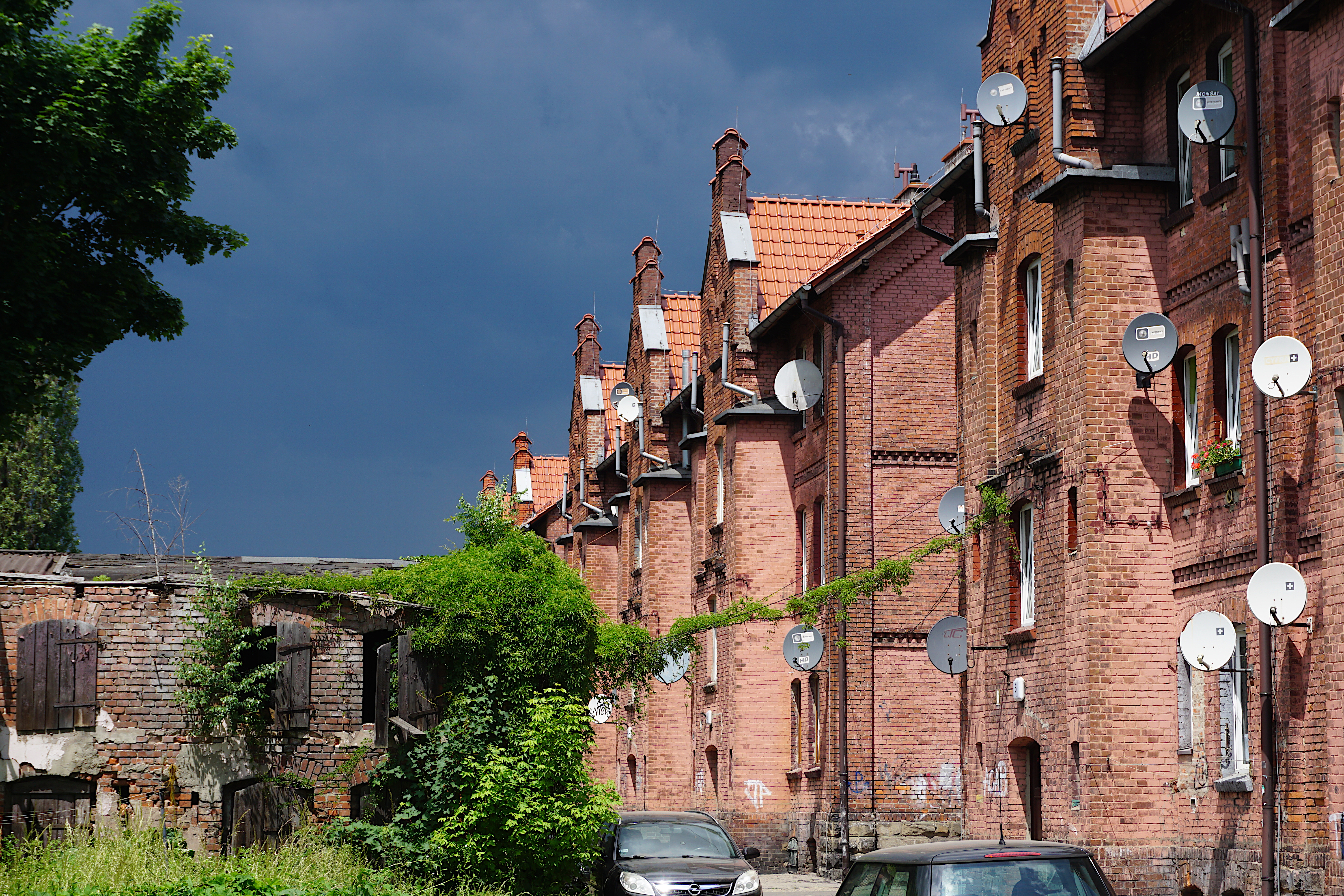
Eine Reihe von Bergarbeiterhäusern in Gliwice

Die Bergarbeiterhäuser im Oberschlesischen Industriegebiet, in der schlesischen Sprache kurz Familok genannt, haben ein charakteristisches Erscheinungsbild mit einer Fassade aus roten Ziegelsteinen und sind in den Städten Oberschlesiens weit verbreitet.
Sie entstanden vornehmlich Ende des 19. und zu Beginn des 20. Jahrhunderts in Arbeitersiedlungen, um Wohnraum für die Beschäftigten in der aufstrebenden Schwerindustrie, meist Bergleute und Stahlarbeiter, sowie deren Familien zu schaffen.

## Eigenschaften
Anders als in den Arbeitersiedlungen anderer europäischer Regionen, waren die Bergarbeiterhäuser im Oberschlesischen Industriegebiet in der Regel für mehrere Familien gleichzeitig konzipiert und umfassten vier bis sechs getrennte Wohnungen auf zwei bis drei Stockwerken. Anfangs gab es nur eine gemeinsame Wasserleitung in einem Halbgeschoss und die Wohnungen selber besaßen weder eine Wasserversorgung noch eine Toilette. Die durchschnittliche Wohnungsgröße betrug etwa 35 m², auf denen etwa sechs bis acht Menschen zusammenlebten. Eine Wohnung bestand aus einer kleinen Speisekammer, einem Schlafzimmer sowie einer Küche, in der sich der Großteil des Familien- und Gemeinschaftslebens abspielte.
In Oberschlesien wurden mitunter ganze Straßen oder gar neue Stadtteile ausschließlich mit dieser Art von Bergarbeiterhäusern bebaut, deren Fensterrahmen und andere Elemente an der Fassade von den Bewohnern meistens weiß, manchmal auch leuchtend rot oder grün lackiert wurden. Wegen ihrer historischen Bedeutung werden die Gebäude heute in vielen Städten sorgfältig gepflegt und renoviert.
Eine überregional bekannte und von Touristen oft besuchte Arbeitersiedlung mit Bergarbeiterhäusern ist Nikiszowiec im Osten von Katowice.